# Phản động
Trong khoa học chính trị, phản động (chữ Hán: 反動; tiếng Anh: reactionary) là một thuật ngữ Hán-Việt chỉ người có quan điểm chính trị ủng hộ việc quay trở lại status quo ante, tức trạng thái chính trị trước đó của xã hội, mà người đó tin rằng bao hàm những đặc điểm tích cực không tồn tại trong xã hội hiện tại. Là một thuật ngữ mô tả, phản động bắt nguồn từ ngữ cảnh ý thức hệ của phổ chính trị tả–hữu. Là một tính từ, từ phản động mô tả các quan điểm và chính sách nhằm khôi phục status quo ante.
Về mặt ý thức hệ, chủ nghĩa phản động là một truyền thống trong chính trị cánh hữu; lập trường phản động thường phản đối các chính sách của xã hội nhằm cải tạo xã hội, trong khi đó những người bảo thủ tìm cách bảo tồn cấu trúc và trật tự kinh tế–xã hội tồn tại trong hiện tại. Theo nghĩa sử dụng phổ biến, phản động đề cập đến một quan điểm chính trị bảo thủ theo chủ nghĩa truyền thống kiên quyết của một người phản đối sự thay đổi về mặt xã hội, chính trị, và kinh tế. Theo nghĩa rộng nhất, nó được sử dụng để chỉ ý kiến hoặc hành động phản đối hoặc chống đối các phong trào chính trị hay phong trào xã hội được cho là đúng đắn và tiến bộ.
Các ý thức hệ phản động có thể cực đoan theo nghĩa cực đoan chính trị để phục vụ cho việc tái lập những điều kiện xã hội trong quá khứ. Trong diễn ngôn chính trị, phản động thường bị coi là tiêu cực; Peter King nhận xét rằng đó là "một cái nhãn mà không ai muốn hướng đến, được sử dụng như một thứ để dày vò hơn là một huy hiệu danh dự." Tuy vậy, từ "phản động chính trị" đã được các nhà văn như nhà quân chủ người Áo Erik von Kuehnelt-Leddihn, nhà báo người Scotland Gerald Warner của Craigenmaddie, nhà thần học chính trị người Colombia, Nicolás Gómez Dávila, và nhà sử học người Mỹ John Lukacs sử dụng với mục đích mô tả.

## Từ nguyên
Từ "phản động" trong tiếng Việt bắt nguồn từ tiếng Hán. "Động" (動), bất cứ vật gì, không bàn là tự sức mình, hay tự sức khác mà chuyển sang chỗ khác, đều gọi là động. "Phản" (反) là chống lại, đi ngược lại. Phản động là chống lại với sự thay đổi do tác động của nội lực hay ngoại lực khách quan. Tiếng Hán vay mượn từ "phản động" từ tiếng Nhật. "Phản động" trong tiếng Nhật là "handō" (âm đọc được ghi bằng Rōmaji) khi viết có thể được phép ghi lại bằng chữ Hán là "反動" (âm Hán Việt: phản động, xem bài Kanji để biết thêm thông tin về việc dùng chữ Hán trong tiếng Nhật). Chữ “động” (動) được ghép từ chữ “trọng” (重) và “lực” (力). Chữ "phản” (反) được ghép từ hai yếu tố giản lược của vách núi (厂) và bàn tay (又). "反動" là từ người Nhật dùng để dịch từ tiếng Anh "reactionary". Người Trung Quốc mượn từ "反動" của tiếng Nhật nhưng không đọc hai chữ đó theo âm đọc của chúng trong tiếng Nhật mà đọc theo âm đọc của chúng trong tiếng Hán.
Từ phản động trong tiếng Anh "reactionary" bắt nguồn từ từ tiếng Pháp "réactionnaire". Từ "phản động" được dùng lần đầu tiên sau Cách mạng Pháp. Những người ủng hộ chế độ quân chủ bị xem là phản động, tức là đi ngược "trào lưu tiến hóa" (tiếng Pháp: réactionnaire mô tả sự chống đối về chính trị nhằm phục hồi một xã hội đã lỗi thời). Sau này có những người theo chủ nghĩa xã hội xem những người ủng hộ chủ nghĩa tư bản là "phản động" vì lý thuyết của họ cho rằng nhân loại tiến lên chủ nghĩa xã hội là điều tất yếu của lịch sử. Trong khi đó những người ủng hộ chủ nghĩa tư bản tự xem mình là trường phái "bảo thủ" chứ không xem họ là "phản động". Có người lại coi những người ủng hộ trào lưu khôi phục các giá trị xưa cũ (như tập tục phong kiến,...) là "phản động".

## Quan điểm
Theo từ điển Oxford English Dictionary, phản động (Reactionary) dùng để chỉ quan điểm chính trị chuyên chống đối, săn lùng và đàn áp cải cách trong quản lý nhà nước.

Trong thế kỷ 20, những người theo Chủ nghĩa Xã hội có thể sử dụng từ phản động để gắn với những người chống đối Chủ nghĩa Xã hội và Chủ nghĩa Cộng sản như Bạch Vệ trong Nội chiến Nga chống lại quân Bolsheviks sau cách mạng Tháng 10 đã bị chính quyền Nga (Soviet) khi đó gọi là phản động hay cuộc nổi dậy của sinh viên, trí thức Trung Quốc trong Sự Kiện Thiên An Môn cũng đã bị chính quyền của Đảng Cộng sản Trung Quốc trấn áp vì coi là hành vi phản động. Trong thuật ngữ của Chủ nghĩa Marx, phản động là tính từ chỉ những người mà bề ngoài tư tưởng dường như là theo chủ nghĩa xã hội nhưng bản chất lại chứa các thành tố của chủ nghĩa tư bản, chủ nghĩa dân tộc hay phát xít hoặc các đặc điểm của tầng lớp thống trị. Cho đến nay, các chính quyền theo Chủ nghĩa Cộng sản còn tồn tại đã coi phản động là vấn đề ảnh hưởng đến lợi ích và sự tồn tại của đảng cầm quyền, cho rằng những hành vi và hoạt động cản trở, đi ngược với tư tưởng hay chính sách, các hoạt động lật đổ chính quyền Đảng Cộng sản là các hành vi phản động chống lại Chủ nghĩa Cộng sản cần phải trấn áp và dẹp bỏ.

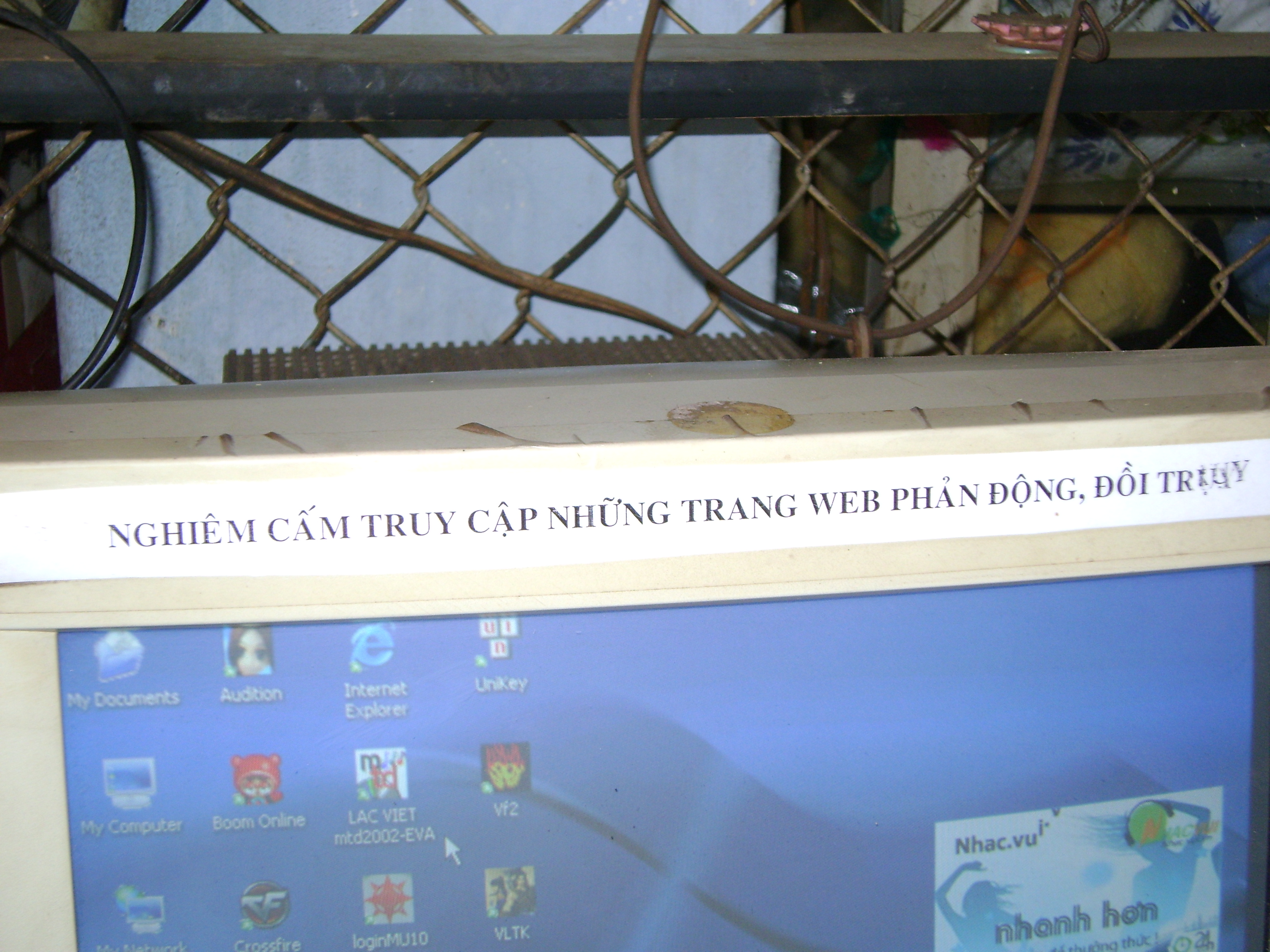
Nhãn cảnh báo ở 1 quán cà phê internet cấm truy cập những trang web phản động, đồi trụy.

Theo Từ điển bách khoa Việt Nam, phản động biểu hiện ở những việc làm chống lại các phong trào cách mạng, dân chủ và giải phóng dân tộc; hăm doạ, săn lùng và đàn áp các tổ chức và cá nhân hoạt động chính trị tích cực, đàn áp nhân dân lao động, cổ xuý tệ nạn phân biệt chủng tộc, nhen nhóm và khích lệ chủ nghĩa dân tộc cực đoan, chủ nghĩa chống cộng. Đảng Cộng sản Việt Nam cũng từng dùng từ "phản động" để chỉ những ai có những hoạt động bị đảng này xem là chống lại họ. Ví dụ Việt Nam từng gọi Đảng Cộng sản Trung Hoa, Khmer Đỏ là "phản động" khi Trung Quốc phát động chiến tranh tấn công Việt Nam vào năm 1979.
Theo Carlyle Thayer, các nhân vật bất đồng chính kiến hoạt động chống Nhà nước Việt Nam là đối tượng bị trấn áp nếu họ vượt qua lằn ranh đỏ như tiếp xúc với các nhóm người Việt chống cộng ở hải ngoại đặc biệt là các nhóm hoạt động chính trị như Việt Tân mà chế độ coi là phản động. Bộ Công an kết luận rằng những nhân vật bất đồng chính kiến thuộc về "âm mưu diễn biến hòa bình" theo đó các lực lượng thù địch bên ngoài liên kết với các nhóm phản động trong nước để lật đổ chế độ xã hội chủ nghĩa ở Việt Nam.